# Graphe de scène
 (novembre 2020).
Si vous disposez d'ouvrages ou d'articles de référence ou si vous connaissez des sites web de qualité traitant du thème abordé ici, merci de compléter l'article en donnant les références utiles à sa vérifiabilité et en les liant à la section « Notes et références ».

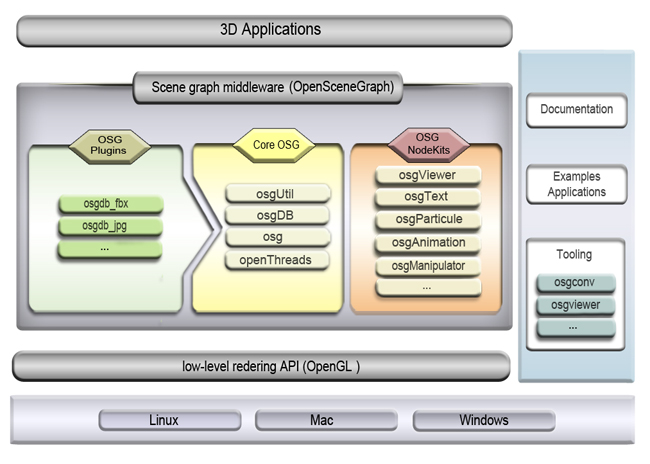
Architecture de OpenSceneGraph, une implémentation de graphe de scène largement adoptée.

Un graphe de scène est une structure générale de données utilisée communément par les outils de modélisation tridimensionnelle et les jeux vidéo actuels. Le graphe de scène structure de manière logique la représentation spatiale d'une scène graphique. La définition d'un graphe de scène est floue, puisque les programmeurs qui implémentent les graphes de scène dans les applications, plus particulièrement dans l'industrie du jeu vidéo, reprennent les principes généraux et les adaptent à leurs besoins particuliers. 
D'une manière générale, un graphe de scène est une collection de nœuds renfermée dans un graphe ou une structure d'arbre. Ceci signifie qu'un nœud peut avoir plusieurs enfants mais seulement un parent. Ainsi, un effet appliqué sur un nœud se répercute sur ses descendants, ce qui permet de propager l'opération à un groupe de nœuds. Dans de nombreux programmes, l'utilisation typique est pour appliquer une transformation géométrique à un groupe d'objets.

## Formats de graphes de scène 3D
Voici une liste de quelques formats de graphe de scène 3D communément utilisés :
- 3DS, le format de 3D Studio Max,
- DXF, le format des produits Autodesk,
- IGES, un format normalisé,
- VRML, son ancêtre Inventor et son successeur X3D.